# Robbie Kruse
Robbie Kruse   (Brisbane, 5 d'octubre de 1988) és un exfutbolista australià que jugava com a davanter. Va començar la seva carrera amb els equips de la Lliga-A Brisbane Roar i el Melbourne Victory abans de traslladar-se a Alemanya el 2011 per jugar a la Bundesliga, en primer lloc amb el Fortuna Düsseldorf, i posteriorment al Bayer Leverkusen.